# 2023 en art
| Années de l'art : 2020 - 2021 - 2022 - 2023 - 2024 - 2025 - 2026    |
| Décennies de l'art : 1990 - 2000 - 2010 - 2020 - 2030 - 2040 - 2050 |

Cette article présente les faits marquants de l'année 2023 en art.